# Ландыши (песня)
«Ландыши» — популярная песня композитора Оскара Фельцмана на стихи Ольги Фадеевой (Кляйнер), написанная в 1958 году.

## История
Ты сегодня мне принёс

Не букет из пышных роз,

Не тюльпаны и не лилии.

Протянул мне робко ты

Очень скромные цветы,

Но они такие милые.

Ландыши, ландыши —

Светлого мая привет.

Ландыши, ландыши —

Белый букет.
В 1958 году Оскара Фельцмана попросили написать песню для концертной программы, которую готовили для исполнения в летнем театре «Эрмитаж». По словам композитора, он взял стихи Ольги Фадеевой, «сел к роялю, и… через пятнадцать минут работа была завершена» (по некоторым данным, стихи Фадеевой были написаны раньше, в 1955 году). Первыми исполнительницами песни были Гелена Великанова и Нина Дорда. Фельцман рассказывал, что после создания он «отдал песню Геле Великановой и уехал отдыхать на юг», где через пару недель получил письмо, в котором было написано: «Оскар, вся Москва поёт твои „Ландыши“». Другая исполнительница песни, Нина Дорда, вспоминала: «Сейчас очень трудно установить, кто действительно первым спел „Ландыши“. Я взяла эту песню в Москонцерте и записала её на радио. А вот Гелена Великанова впервые выступила с ней по телевидению и, конечно, её услышали гораздо больше людей. Хотя музыканты, которые одно время работали с Геленой, мне рассказывали, что именно они подсказали ей обратить на песню внимание».

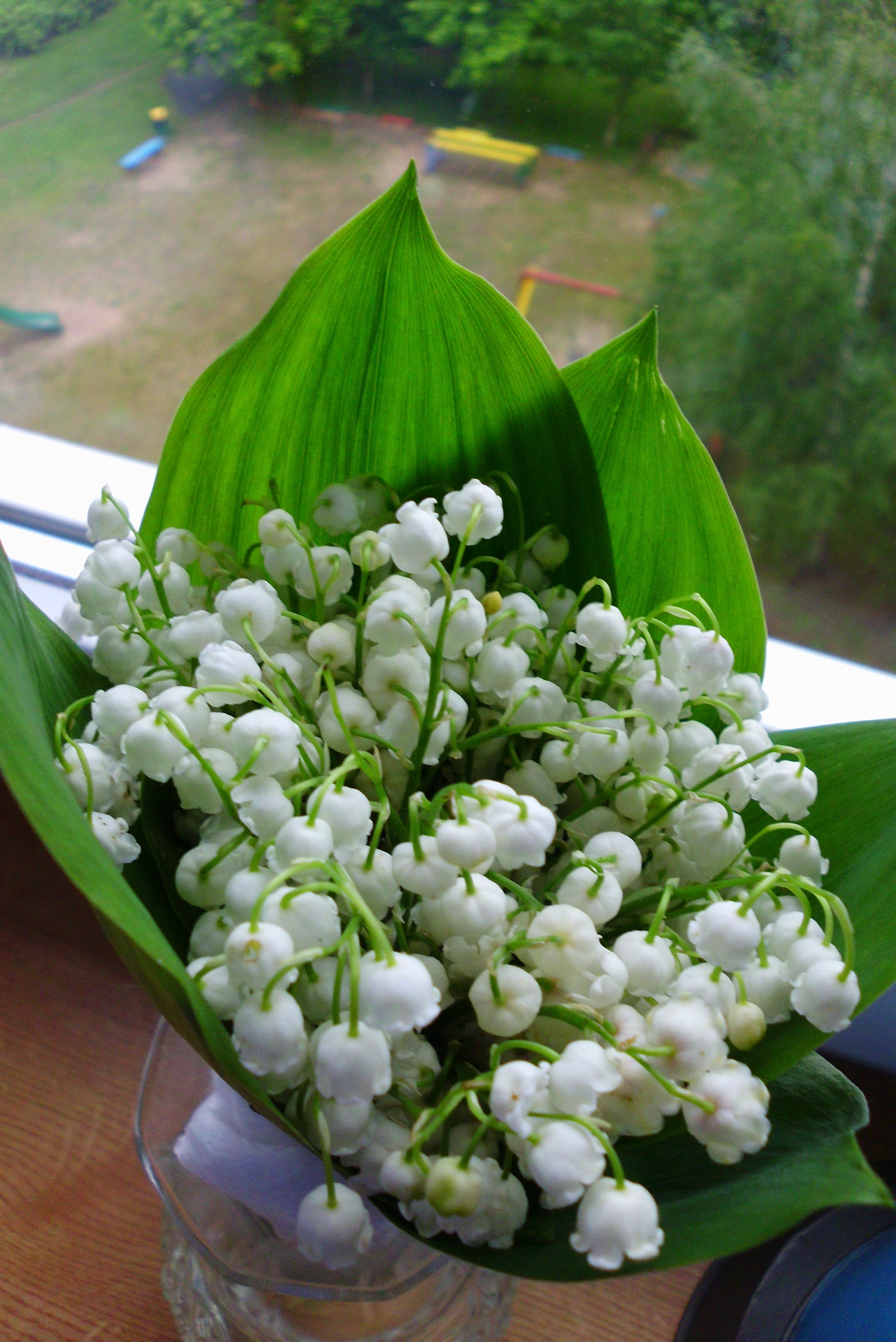
«Ландыши, ландыши — белый букет»

Возвратившись из отпуска в Москву, Фельцман и сам смог убедиться, насколько широкую популярность получила написанная им песня «Ландыши». Однако через некоторое время он почувствовал, что эта популярность воспринимается неоднозначно. В своих воспоминаниях он писал: «„Руководство“ не любило, когда кто-то слишком „высовывался“, и такого недисциплинированного человека „брало на заметку“». Через некоторое время ЦК КПСС обратился к творческим союзам с просьбой привести примеры произведений, пропагандирующих пошлость. Задан был такой вопрос и на заседании Союза композиторов СССР. По словам Фельцмана, сразу же примеров не нашлось, но перед окончанием заседания кто-то сказал: «Как нет пропаганды пошлости? Есть же „Ландыши“ Фельцмана! Самая что ни на есть пошлость!» В результате «Ландыши» были упомянуты в партийном документе, после чего в течение длительного времени их приводили в качестве примера пошлости во многих статьях, публиковавшихся в газетах и журналах.
Например, 16 мая 1959 года в газете «Комсомольская правда» появилась статья Владимира Воронова «Ландыши в жизни и литературе», в которой упоминалась широкая популярность «лёгкой, бесхитростной песенки» Фельцмана и Фадеевой. Затем автор писал, что он вспомнил о «ландышах» в символическом значении, «как о тех „скромных цветах“ поэзии и прозы, которые одни критики называют мелкотемьем, а другие — мелкодумьем». По мнению Воронова, «сама по себе природа „ландышевой литературы“ ясна: поверхностное, бездумное восприятие жизни, нежелание или неумение осмыслить её». По его словам, «для поэтов сейчас такой непочатый край работы, что вряд ли писание „ландышевых стишков“ следует признать лучшим времяпрепровождением». В качестве другого примера, 17 декабря 1960 года в газете «Советская культура» была опубликована статья композитора Анатолия Новикова «Пусть завянут „Ландыши“». Обсуждая значение музыки в формировании эстетического вкуса подрастающего поколения, Новиков писал, что ему «огорчительно наблюдать, как на танцплощадках, на вечерах молодёжи крутят нередко одну и ту же пластинку вроде печально известных „Ландышей“» — «будто и не существует в мире чудесного богатства мелодий, а есть только популярные, отнюдь не всегда высокого качества эстрадные песенки». Доходило даже до того, что авторов песни обвиняли в попытке морального разложения советской молодёжи, идеологической диверсии и расшатывании устоев советской власти.
По подсчётам Фельцмана, травля песни продолжалась в течение 23 лет. Тем не менее, и в это время песня оставалась популярной. Сам Фельцман рассказывал о том, что как-то по инициативе председателя Союза композиторов СССР Тихона Хренникова был организован автопробег от Москвы до Ленинграда с выступлениями в разных городах. Среди композиторов — участников автопробега, помимо Хренникова и Фельцмана, были Дмитрий Шостакович, Серафим Туликов и Аркадий Островский (судя по составу участников, это происходило не позднее 1967 года — года смерти Островского). Первое выступление было в Клину. По словам Фельцмана, Хренников сказал ему: «Ты будешь заканчивать концерт „Ландышами“», а на возражение, связанное с тем, что песня вроде как считается «пошлой и антисоветской», ответил: «Вопрос не обсуждается — это просьба местного начальства». После этого и во всех остальных городах, где проходили встречи с композиторами, Фельцман по просьбе местных партийных руководителей исполнял песню «Ландыши», и везде её «принимали на ура». Появившаяся у композитора надежда на то, что «критическая эпопея с „Ландышами“ закончилась», была разрушена вскоре после его возвращения в Москву, когда он увидел очередную статью со словами «Фельцман своими „Ландышами“ развращает…».

## Другие версии
Входивший в отряд первых космонавтов СССР Павел Попович сочинил дополнительный куплет к песне «Ландыши»: «Ты сегодня мне принёс / Не букет из алых роз, / А бутылочку „Столичную“. / Заберёмся в камыши, / Надерёмся от души. / И зачем нам эти ландыши?» За это другие члены отряда космонавтов прозвали его «Ландышем». Сам Попович рассказывал следующую историю. 12 апреля 1961 года, во время старта космического корабля «Восток-1» с первым космонавтом Юрием Гагариным, случилась непредвиденная задержка из-за того, что обнаружилась негерметичность закрытия люка. Пока техники работали над устранением неисправности, Гагарин попросил включить ему музыку. Находившийся с ним на связи из Центра управления полётом Попович спросил: «Юр, хочешь „Ландыши“?», чем вызвал бурный смех у всех, знавших дополнение к песне, которое Попович тут же и исполнил.
В конце 1990 года участники группы «Мегаполис» задумали переложить некоторые советские шлягеры на немецкий язык, среди этих песен оказались и «Ландыши». Переводом текста занялся лидер группы Олег Нестеров, изучавший немецкий язык в школе с углублённым изучением языка. Поскольку немецкое название ландыша — Maiglöckchen («майский колокольчик») — не подходило для припева по ритму, надо было искать какую-то замену: в конце концов, пришла идея использовать название города Карл-Маркс-Штадт (ныне Хемниц). В результате перевод песни получился довольно свободным, но с сохранением общего смысла: «Heute hab' ich dir gebracht / Schöne Blumen in der Nacht, / Keine Röslein leg' ich dir ins Bett…» («Сегодня ночью я принёс тебе чудесные цветы. Но вовсе не розочки положил я тебе в постель…»), а припев звучал так: «Karl-Marx-Stadt, Karl-Marx-Stadt, / Du bist die Stadt roter Blumen, / Karl-Marx-Stadt, Karl-Marx-Stadt, / Aber ich mag nur weiß'» («Карл-Маркс-Штадт, Карл-Маркс-Штадт, город красных цветов… Карл-Маркс-Штадт, Карл-Маркс-Штадт, но мне-то нравятся только белые»). В 1992 году группа «Мегаполис» с успехом представила свои песни на немецком языке, включая «Карл-Маркс-Штадт», на концерте в Кёльне, а затем некоторые из них стали популярными и в России — их передавали по радио, а в 1994 году видеоклип с песней «Карл-Маркс-Штадт» завоевал один из главных призов на московском конкурсе «Поколение-94».
На японском языке песню «Ландыши» исполнял квартет «Dark Ducks» («Тёмные утки»). Существуют также варианты песни на чешском («Konvalinky, konvalinky…»), английском, китайском и других языках.

## Исполнители
За свою историю, начиная с исполнений Гелены Великановой и Нины Дорды, песня «Ландыши» входила в репертуар многих известных певиц, таких как Людмила Сенчина, Елена Ионова, Юлия Зиганшина, Галина Хомчик, Екатерина Гусева и других.